# Pia Hierzegger
Pia Hierzegger (ur. 2 lutego 1972 w Grazu) – austriacka aktorka i pisarka.

## Wybrana Filmografia
- 2004: Nacktschnecken jako Mao
- 2009: Kostucha jako Herr Alexandra Horvath
- 2017: Wilde Maus jako Frau Johanna
- 2017: Die Notluge jako Patrycja